# Liste von Sakralbauten in Ötisheim
Die Liste von Sakralbauten in Ötisheim nennt Kirchengebäude und sonstige Sakralbauten im Gemeindegebiet von Ötisheim im Enzkreis in Baden-Württemberg.

## Sakralbauten in Ötisheim

### Christentum
Die Auferstehungskirche gehört heute als Filiale zur Kirchengemeinde Herz Jesu Mühlacker, die der Seelsorgeeinheit Mitte im Dekanat Mühlacker der Diözese Rottenburg-Stuttgart zugeordnet ist. Die evangelischen Christen in der Kirchengemeinde Ötisheim sind der Evangelischen Landeskirche in Württemberg zugeordnet.

#### Kirchengebäude und Kapellen
Folgende Kirchen und Kapelle bestehen im Gemeindegebiet von Ötisheim.
| Name                | Konfession | Ort         | Bild | Koordinaten                 |
| ------------------- | ---------- | ----------- | --- | --------------------------- |
| Michaelskirche      | ev.        | Ötisheim    | | 48° 57′ 38″ N, 8° 48′ 10″ O |
| Auferstehungskirche | r.-k.      | Ötisheim    | | 48° 57′ 39″ N, 8° 48′ 44″ O |
| Laschar-Kapelle     | ev.        | Corres      | Bild gesucht Die Wikipedia wünscht sich an dieser Stelle ein Bild vom hier behandelten Ort. Weitere Infos zum Motiv findest du vielleicht auf der Diskussionsseite . Falls du dabei helfen möchtest, erklärt die Anleitung , wie das geht. BW | 48° 57′ 31″ N, 8° 46′ 48″ O |
| Henri-Arnaud-Kirche | ev.        | Schönenberg | | 48° 57′ 45″ N, 8° 49′ 44″ O |

#### Friedhöfe
Folgende christlichen Friedhöfe bestehen im Gemeindegebiet von Ötisheim:
| Name                 | Ort         | Bild | Koordinaten                 |
| -------------------- | ----------- | --- | --------------------------- |
| Friedhof Ötisheim    | Ötisheim    | Bild gesucht Die Wikipedia wünscht sich an dieser Stelle ein Bild vom hier behandelten Ort. Weitere Infos zum Motiv findest du vielleicht auf der Diskussionsseite . Falls du dabei helfen möchtest, erklärt die Anleitung , wie das geht. BW | 48° 57′ 39″ N, 8° 48′ 49″ O |
| Friedhof Corres      | Corres      | Bild gesucht Die Wikipedia wünscht sich an dieser Stelle ein Bild vom hier behandelten Ort. Weitere Infos zum Motiv findest du vielleicht auf der Diskussionsseite . Falls du dabei helfen möchtest, erklärt die Anleitung , wie das geht. BW | 48° 57′ 31″ N, 8° 46′ 44″ O |
| Friedhof Schönenberg | Schönenberg | Bild gesucht Die Wikipedia wünscht sich an dieser Stelle ein Bild vom hier behandelten Ort. Weitere Infos zum Motiv findest du vielleicht auf der Diskussionsseite . Falls du dabei helfen möchtest, erklärt die Anleitung , wie das geht. BW | 48° 57′ 47″ N, 8° 49′ 32″ O |

## Judentum
Auf dem Gebiet der Gemeinde Ötisheim sind keine jüdischen Gemeinden, Synagogen oder jüdischen Friedhöfe bekannt. Die nächste Synagoge befindet sich in Pforzheim.

## Islam
Auf dem Gebiet der Gemeinde Ötisheim sind keine islamische Gemeinden, Moscheen oder islamische Friedhöfe bekannt. In Mühlacker befindet sich die IGMG Moschee, welche zur Islamische Gemeinschaft Millî Görüş gehört.